# Ovelgönne
Ovelgönne er en kommune i den centrale del af Landkreis Wesermarsch, i den tyske delstat Niedersachsen. Med et areal på 120 km² er den den næststørste kommune i landkreis Wesermarsch. Kommunens administration ligger i landsbyen Oldenbrok-Mittelort

## Geografi
Ovelgönne ligger i firkanten mellem storbyerne Bremen, Oldenburg, Wilhelmshaven og Bremerhaven. Der er 24 kilometer til Bremen og 16 kilometer til Oldenburg. Landkreisens administrationsby ligger Brake ligger kun tre km fra Oldenbrok-Mittelort.

### Nabokommuner
Ovelgönne grænser mod nordvest til kommunen Jade, mod nord til kommunen Stadland, mod øst til byen Brake og mod syd til byen Elsfleth (alle i Landkreis Wesermarsch). Mod sydvest har kommunen grænse til kommunen Rastede i Landkreis Ammerland.

### Inddeling
Kommunen er inddelt i fire områder omkring landsbyerne:
- Großenmeer, 26,66 km²
- Oldenbrok, 28,60 km²
- Strückhausen, 64,41 km²
- Ovelgönne, 4,14 km²